# Кариева, Бернара Рахимовна
Берна́ра Рахи́мовна Кари́ева (узб. Qoriyeva Bernora Rahimovna; род. 1936, Ташкент, Узбекская ССР) — советская, узбекская балерина, балетмейстер, хореограф, педагог, общественный деятель. Народная артистка СССР (1973). Народная артистка Кыргызской Республики (1996). Лауреат Государственной премии СССР (1982).

## Биография
Бернара Кариева родилась 28 января 1936 года (по другим источникам — 27 января 1937) в Ташкенте (Узбекистан).
В 1952 году окончила Узбекское хореографическое училище (ныне Ташкентская государственная высшая школа национального танца и хореографии) (педагоги Н. А. Довгелли, Л. А. Засс), в 1955 — Московское хореографическое училище (класс М. А. Кожуховой), в 1980 — Ташкентский государственный институт культуры (ныне Государственный институт искусств и культуры Узбекистана).
С 1955 года — балерина Государственного театра оперы и балета им. А. Навои (ныне Большой театр имени Алишера Навои) в Ташкенте. Была прима-балериной, исполняла главные партии. С 1994 по 2002 год — художественный руководитель и директор театра.
Гастролировала по городам СССР и за рубежом (Куба, Бразилия, Франция, Англия, Италия, Сирия, Ямайка, Индия, Аргентина и др.).
С 2002 года — советник министра культуры Узбекистана по вопросам театра.
Занималась преподавательской деятельностью (с 1985 года — профессор хореографии).
С 2004 года — руководитель первой частной школы танца «Стиль и танец от Бернары Кариевой» в Ташкенте.
С 1979 по 1983 год — создатель и руководитель сообщества «Молодой балет Узбекистана».
С 1985 по 1998 год — председатель Союза театральных деятелей Узбекистана. С 1991 года — председатель координационного совета по вопросам театров Юго-Восточной Азии. По её инициативе в 1993 году в Ташкенте был успешно проведён первый международный фестиваль «Театр: Восток-Запад».
Член КПСС с 1967 года. Народный депутат СССР от Союза театральных деятелей СССР (1989—1991) (член комиссии Совета Национальностей Верховного Совета СССР по вопросам развития культуры, языка, национальных и интернациональных традиций, охраны исторического наследия).
Балерине посвящены фильмы «Танцует Бернара Кариева» и «Балерина».

### Семья
- Дочери: одна — музыкант, вторая — врач.

## Награды и звания
- Серебряная медаль на Московском конкурсе балета (1957)
- Народная артистка Узбекской ССР (13.11.1964)[6]
- Народная артистка СССР (13.04.1973)[7]
- Народная артистка Кыргызской Республики (22 мая 1996) — за большой вклад в развитие балетного искусства и дружбу кыргызского и узбекского народов[8]
- Государственная премия СССР (1982) — за исполнение заглавной партии в балетном спектакле «Анна Каренина» Р. К. Щедрина и партий в балетных спектаклях «Незнакомка», «Отравленная жизнь», «Элегия»
- Государственная премия Узбекской ССР имени Хамзы (1970) — за исполнение партии Сохани в балетном спектакле «Амулет любви» М. А. Ашрафи[9]
- Орден Трудового Красного Знамени (1986)
- Орден «Знак Почёта» (1959)[10]
- Орден «Фидокорона хизматлари учун» (Узбекистан, 8 марта 2020) — в целях повышения роли и статуса женщин нашей страны в государственной и общественной жизни, оказания им почёта и достойного внимания, за большие заслуги в усилении экономического потенциала и международного авторитета республики, обеспечении роста благосостояния населения, укреплении духовно-нравственной атмосферы в семьях, воспитании молодого поколения здоровым и гармонично развитым, в духе любви и преданности Родине, уважения к национальным и общечеловеческим ценностям, инициативность, активный и плодотворный труд на пути строительства нового Узбекистана[11]
- Орден «Дустлик» (Узбекистан, 1996)
- Медаль «Шухрат» (Узбекистан, 25 августа 1994) — за долголетний добросовестный труд, большие заслуги в развитии экономики, науки и культуры, воспитании подрастающего поколения в духе патриотизма и преданности идеям национальной независимости республики[12]
- Медаль «За трудовое отличие» (6 декабря 1951) — за выдающиеся заслуги в развитии узбекской советской литературы и искусства и в связи с декадой узбекской литературы и искусства в Москве[13]
- Медали
- Почётная грамота Республики Узбекистан (27 марта 1992) — за долголетнюю творческую деятельность, заслуги в развитии узбекского национального балета и танца, активное участие в общественной жизни[14]

## Балетные партии
- «Лебединое озеро» П. И. Чайковского — Одетта-Одиллия
- «Жизель» А. Адана — Жизель
- «Дон Кихот» Л. Ф. Минкуса — Китри
- «Франческа да Римини» на музыку П. И. Чайковского — Франческа
- «Спартак» А. И. Хачатуряна — Фригия
- «Золушка» С. С. Прокофьева — Золушка
- «Тропою грома» К. А. Караева — Сари
- «Медный всадник» Р. М. Глиэра — Параша
- «Барышня и хулиган» на музыку Д. Д. Шостаковича — Барышня
- «Маскарад» Л. А. Лапутина — Нина
- «Золотой ключик» Б. И. Зейдмана — Мальвина
- «Человек, который смеётся» Б. И. Зейдмана — Дэя
- «Дон Жуан» Л. В. Фейгина — Донна Анна
- «Бахчисарайский фонтан» Б. В. Асафьева — Мария
- «Анна Каренина» Р. К. Щедрина — Анна Каренина
- «Семург» Б. В. Бровцына — Семург
- «Сухайль и Мехри» М. Б. Левиева — Мехри
- «Амулет любви» М. А. Ашрафи — Сохани
- «Любовь и меч» М. А. Ашрафи — Заррина
- «Тановар» А. Ф. Козловского — Нурхон
- «В долине легенд» У. Р. Мусаев — Наргиз
- «Шопениана» Ф. Шопена